# Lauga järv
Lauga järv är en sjö i Estland.   Den ligger i landskapet Võrumaa, i den sydöstra delen av landet, 220 km sydost om huvudstaden Tallinn. Lauga järv ligger 76 meter över havet.  Omgivningarna runt Lauga järv är en mosaik av jordbruksmark och naturlig växtlighet.